# Антеј
Антеј је личност из грчке митологије. Антеј је див из Либије, син Посејдона, бога мора и Геје, богиње земље.
Путнике који долазе у његову земљу је изазивао на двобој, убијао их и од њихових лобања је градио дворац оцу Посејдону. Антеј је неисцрпну снагу добијао од мајке Геје, с којом је био у сталном додиру, док је у ваздуху био рањив, као и остали људи. Херакле је схватио да Антејева моћ лежи у повезаности са земљом, па га је подигао са тла и удавио у ваздуху.
Мит о Антеју јавља се и у митологији Бербера.

## Одраз на уметност
Борба Антеја и Херакла је била популарна тема у скулптури и сликарству древног и ренесансног доба.